# Altepetl

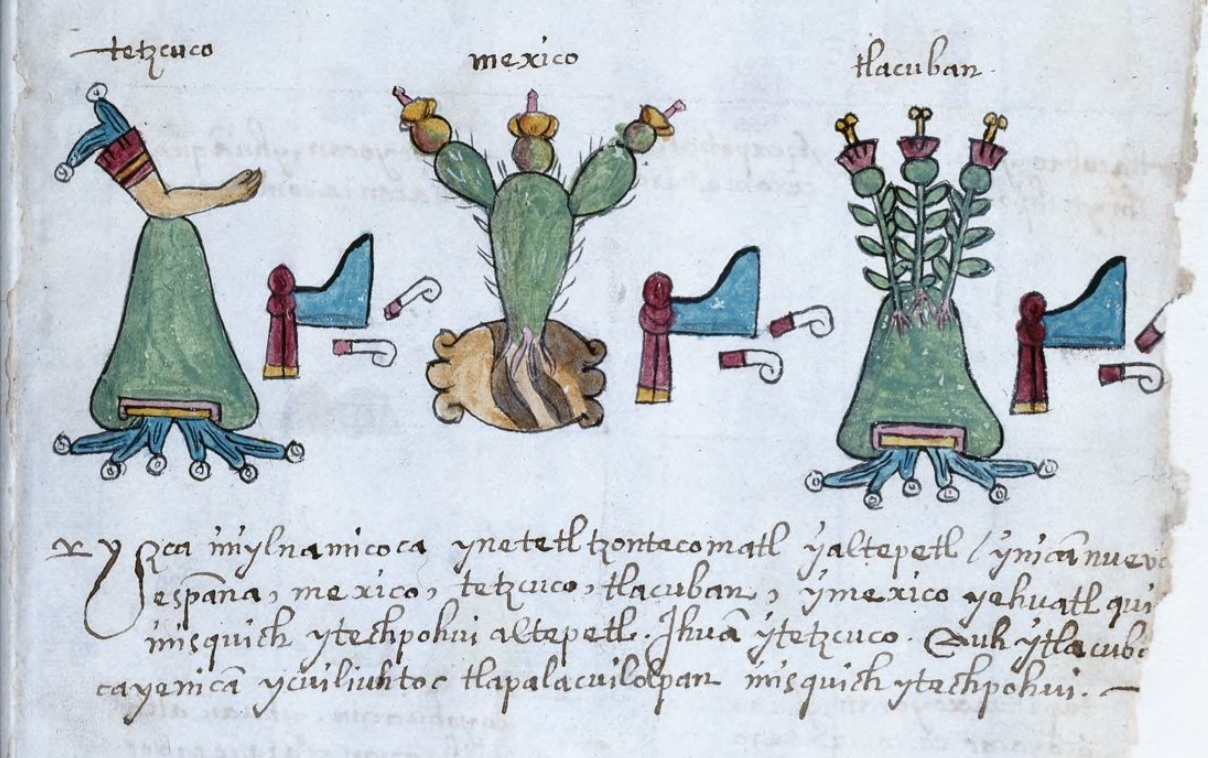
Représentation pictographique des trois altepetl qui ont intégré la Triple alliance aztèque. On distingue pour chacun les deux éléments du diphrasisme altepetl : de l'eau (alt) et une élévation de terrain (tepetl).

Un altepetl désigne, dans les sociétés précolombiennes de Mésoamérique sous domination nahua, une sorte de cité-État formant la plus grande cellule ethnique et politique de base, elle-même subdivisée en « calpullis » (groupe de maisons, quartier).
On retrouve un concept et une organisation sociale comparables chez les autres peuples mésoaméricains, sous le nom de « batabil » chez les Mayas et sous celui de « ñuu » chez les Mixtèques. À l'époque coloniale, c'est le concept de village d'Indiens (« pueblo de indios ») qui les a remplacés.

## Définition
Le terme altepetl se réfère à un territoire colonisé par un groupe ethnique ayant en commun des ancêtres, une langue et une divinité protectrice, quelle que soit la taille de ce territoire et de la population qui l'habite : même si cette notion s'applique généralement à des villes d'une taille comparable aux cités-États de la Méditerranée antique, elle peut aussi bien décrire un territoire de quelques kilomètres, comme l'ancien altepetl de Huitzilopochco, que, d'après Chimalpahin, un pays comme le Japon.
Il fait référence non seulement au territoire mais aussi au peuple qui l'habite, et à son organisation sociale.

## Étymologie
Ce terme nahuatl, dont le pluriel est « altepeme » dans cette langue, est un diphrasisme des mots « ā(tl) » (« eau ») et « tepē(tl) » (« colline » ou « montagne »). L'agglomération de ces mots, qu'on retrouve dans d'autres langues mésoaméricaines, signifie donc littéralement « montagne d'eau » et semble avoir désigné, à l'origine, une élévation de terrain habitée et proche de l'eau ou faire référence aux deux éléments indispensables à l'agriculture et donc à la vie sédentaire que sont la terre et l'eau.
C'est James Lockhart qui, en 1992, dans son ouvrage The Nahuas after the conquest, a proposé et défendu l'usage de ce terme nahuatl à la place des différentes traductions approximatives (ville, cité-État, royaume, empire) qui en étaient données jusqu'alors. Depuis, ce terme est devenu d'usage chez une grande majorité d'historiens et de chercheurs mésoaméricanistes du monde entier.
De nombreux lieux du Mexique et de pays d'Amérique centrale ont une étymologie proche du mot AlTepetl : AlTepec, AloTepec, HuilTepec, HualTepec,  QuiliTepec, QuilTepec, CualiTepec, CoriTepec, CuriTepec,  ColoTepec, CalaTepec, CalTepec, JilTepec, ZolTepec, SulTepec, JaliTepec, colline de Tepic.  
Péninsule de ChilTepec (Nicaragua) / CholTepe (San Pedro Sula, Honduras), Canton de ChalTepe (El Salvador) 
En Guyane "Kalana Tapélé" désigne des villages fortifiés pré-colombiens, les "collines des Karan".
Taypi Qala est l'autre nom de Tiwanaku en langue Aymara, un site pré-colombien au Pérou, près du lac Titicaca.

## Organisation
Dans les sociétés précolombiennes de Mésoamérique, l'altepetl était gouverné par un souverain (« tlatoani ») appartenant à l'aristocratie (« pipiltin ») ; le souverain d'un « huey altepetl » (« grand altepetl » étendant sa domination sur d'autres) était appelé « huey tlatoani » (« grand tlatoani »), comme ce fut par exemple le cas des souverains aztèques de Mexico-Tenochtitlan après la victoire de la triple alliance aztèque sur les Tépanèques d'Azcapotzalco en 1428.
Les calpulli ou « tlaxilacalli » qui composaient un altepetl payaient à tour de rôle à leur « tlatoani » un tribut qui pouvait être aussi bien une partie de leur production agricole et artisanale que la réquisition de ses « macehualtin » (plébéiens) pour une guerre ou la réalisation d'ouvrages publics.